# Kapuvár
Kapuvár (en alemán: Kobrunn) es una pequeña y antigua ciudad en el condado de Győr-Moson-Sopron, Hungría. Es conocida por sus aguas termales, que algunos creen que tienen propiedades hidroterapéuticas. Está conectada por la carretera 85 y cuenta con una estación de tren. Limita con el Parque Nacional Fertő-Hanság, a 15 kilómetros de la estación fronteriza de Pomogy. El asentamiento fue fortificado ya en el siglo XI y fue propiedad de la familia Nádasdy en el siglo XVI. La iglesia de Santa Ana alberga un antiguo cementerio que aún se utiliza. El pueblo se mantuvo prácticamente al margen de la influencia rusa.

## Cultura
Aquí se pueden encontrar los vinos de la región vinícola de Sopron, cuyas catas y rutas enológicas son muy populares. Una galería de cerámica vende creaciones únicas de Kapuvár en porcelana.
Las especialidades gastronómicas locales incluyen el plato de navajas de Kapuvár, el rollo de carne de Hany Istók, el hígado de matadero, el jamón de Kapuvár, el rollo de carne de Hanság, los buñuelos, las crepes enrolladas rellenas de mermelada y el pretzel de Rábaköz. Hay un restaurante de alta cocina en el pueblo y algunas cafeterías pequeñas. Un agradable conjunto de pequeñas y bonitas casas con coloridos jardines de flores refleja la tranquilidad de la zona rural circundante. 
Cada año, el 25 y 26 de julio, día de Santa Ana, se celebra un programa cultural de tres días (Días de Kapuvár), con actuaciones de grupos musicales, artísticos y folclóricos. El Centro Comunitario de Rábaköz organiza representaciones teatrales, conciertos, programas de danza folclórica y patrocina festivales de bandas de viento-metal, veladas literarias, exposiciones y ferias.
El castillo barroco de Eszterháza en la localidad de Fertőd está situado a 20 kilómetros de Kapuvár. Conocido como el "Versalles húngaro", fue escenario de famosos espectáculos y conciertos gracias a la obra de Joseph Haydn. Franz Schubert enseñó música allí, ofreció conciertos y compuso algunos de sus dúos y tríos más famosos. Un museo en uno de los edificios barrocos del castillo, la Casa de la Música, está abierto al público.

## Ciudades hermanadas
Kapuvár está hermanada con: 
- Biharia, Rumanía
- Dębica, Polonia
- Mattersburg, Austria
- Svishtov, Bulgaria